# Homalosolus heissi
Homalosolus heissi – gatunek chrząszcza z rodziny osuszkowatych.
Gatunek ten opisany został w 1996 roku przez Manfreda Jächa i Jána Kodadę. Jako miejsce typowe wskazano okolice Kuala Belalong Field Study Centre. Epitet gatunkowy upamiętnia E. Heissa, który przekazał materiał typowy.
Chrząszcz o wydłużonym ciele, porośniętym krótkimi, złotymi szczecinkami. Łączna długość przedpelcza i pokryw wynosi 2, mm. Włoski plastronu występują wokół oczu, na hypomera, epipleurach, biodrach, udach, pośrodkowych częściach goleni, w środkowo-bocznej części przedpiersia, bocznych częściach śródpiersia, zapiersia i sternitów odwłoka. Przedplecze jest najszersze w części nasadowej. Tarczka ma kształt prawie trójkątny. Nasadowe ⅔ pokryw z punktowanymi rzędami. Na piątym i siódmym międzyrzędzie występują granulowane żeberka. Samiec ma wąskie spiculum gastrale oraz słabiej rozszerzony u nasady i bardziej wydłużony na szczycie niż u H. hospitalis edeagus.
Owad orientalny, znany tylko z brunejskiego dystryktu Temburong na Borneo.